# Onur Berber
Onur Berber (* 20. Juni 1987 in Taşova) ist ein türkischer Fußballspieler.

## Karriere
Berber begann mit dem Vereinsfußball in der Jugendmannschaft von Sefaköy SK und wechselte später in die Jugend von Urla Gençlikspor.
Seine Profikarriere startete er 2008 beim Viertligisten Ankara Demirspor. Nach einem Jahr wechselte er zum Ligakonkurrenten Trabzon Yalıspor. Bei diesem Verein steigerte er besonders in der Saison 2009/10 seine Leistungen und wurde mit 17 Ligatoren der erfolgreichste Torschütze seiner Mannschaft.
Zum Sommer 2011 wechselte er in die TFF 3. Lig zu Kahramanmaraşspor. Bei diesem Verein gelang ihm auf Anhieb der Sprung in die Startformation. In seiner ersten Saison für Kahramanmaraşspor, der Viertligasaison 2011/12, gelang es ihm mit seinem Team als Playoffsieger in die TFF 2. Lig aufzusteigen. In der 2. Lig beendete man die Saison als Meister und stieg das zweite Mal in Folge auf. Dieses Mal in die zweithöchste türkische Spielklasse, in die TFF 1. Lig.
Im Frühjahr 2014 wechselte Berber zum Drittligisten Nazilli Belediyespor.

## Erfolge
mit Kahramanmaraşspor
- Meister der TFF 2. Lig 2012/13 und Aufstieg in die TFF 1. Lig
- Playoffsieger der TFF 3. Lig 2011/12 und Aufstieg in die TFF 2. Lig